# Самоличност (филм)
„Самоличност“ (на английски: Identity) е американски трилър от 2003 година със сценарий от Майкъл Куни и режисиран от Джеймс Манголд. Филмът се базира на историята на 10 непознати, чиито съдби се преплитат в изолиран мотел. Тогава, един по един, започват да умират.

## Участват
- Пруит Тейлър Винс в ролята на Малкълм Ривърс
- Джон Кюзак в ролята на Ед
- Рей Лиота в ролята на Род
- Аманда Пийт в ролята на Парис
- Джон Хокс в ролята на Лари
- Клеа Дювал в ролята на Джини
- Уилям Лий Скот в ролята на Лу
- Ребека де Морни в ролята на Карълайн
- Алфред Молина в ролята на д-р Малик
- Кармен Ардженциано в ролята на Марти